# Erik Aaes
Erik Aaes (27 tháng 4 năm 1899 - 19 tháng 3 năm 1966) là một nhà thiết kế bối cảnh và đạo diễn nghệ thuật Đan Mạch. Ông là một nhân vật nổi bật đằng sau hậu trường của các nhà hát ở Scandinavia và trong các bộ phim.

## Tiểu sử
Năm 1917, Aaes theo học tại Học viện Hải quân Đan Mạch, sau đó theo học trường nghệ thuật đồng thời làm trợ lý cho Nordisk Films và Folketeatret ở Copenhagen.
Ông đã hỗ trợ đạo diễn Svend Gade trong việc sản xuất Hamlet (1921) ở Berlin, và trong thời gian ở đó, ông học hội họa tại Kunstgewerbemuseum Berlin.
Trong những năm 1920, Aaes làm việc như một nhà thiết kế trong nhà hát Berlin. Sau đó trong thập kỷ, ông chuyển đến Paris, thiết kế bối cảnh cho các bộ phim tiên phong cho các đạo diễn như Jean Renoir và Alberto Cavalcanti cho đến năm 1932.
Ông trở về quê hương Đan Mạch vào năm 1933 và thiết kế bối cảnh cho các tác phẩm điện ảnh và sân khấu ở cả châu Âu và châu Mỹ cho đến khi ông qua đời.

## Tác phẩm chọn lọc
- Yvette (1928)
- Captain Fracasse (1929)
- The Man Who Couldn't Say No (1958)